# 孟增
孟增（?—?），是赵国的祖先，是颛顼、伯益的后代，商朝纣王的大臣蜚廉的孙子、季勝的儿子，孟增被周成王重用，号宅皋狼。
| 前任： 季勝 | 趙氏先祖 | 繼任： 衡父 |